# Il mondo alla rovescia
Il mondo alla rovescia (El món a l'inrevés) és un dramma giocoso en dos actes amb música d'Antonio Salieri i llibret de Caterino Mazzolà, el qual es basa al seu torn en el dramma giocoso Il mondo alla roversa, produït per Carlo Goldoni l'any 1750 i musicat el mateix any per Baldassare Galuppi. Es va estrenar el 13 de gener de 1795 en el Burgtheater de Viena.
La primera representació en temps moderns va ser el 14 de novembre de 2009 en el Teatro Salieri de Legnago.
L'obertura d'aquesta òpera es basa en gran part en la del divertimento teatral Don Chisciotte alle nozze di Gamace (1770/71) del mateix compositor. També es va emprar com a preludi alternatiu de la seva posterior òpera còmica L'Angiolina (1800).